# Беттеркінден
Беттеркінден (нім. Bätterkinden) — громада  в Швейцарії в кантоні Берн, адміністративний округ Емменталь.

## Географія
Громада розташована на відстані близько 22 км на північ від Берна.
Беттеркінден має площу 10,2 км², з яких на 15,6% дозволяється будівництво (житлове та будівництво доріг), 57,9% використовуються в сільськогосподарських цілях, 24,3% зайнято лісами, 2,2% не є продуктивними (річки, льодовики або гори).

## Демографія
2019 року в громаді мешкало 3249 осіб (+3,3% порівняно з 2010 роком), іноземців було 7,2%. Густота населення становила 319 осіб/км².
За віковим діапазоном населення розподілялося таким чином: 20,2% — особи молодші 20 років, 59,1% — особи у віці 20—64 років, 20,7% — особи у віці 65 років та старші. Було 1408 помешкань (у середньому 2,3 особи в помешканні).
Із загальної кількості 896 працюючих 65 було зайнятих в первинному секторі, 333 — в обробній промисловості, 498 — в галузі послуг.